# Archilla
Archilla es una localidad española perteneciente al municipio de Brihuega, en la provincia de Guadalajara, comunidad autónoma de Castilla-La Mancha. Fue también un municipio independiente hasta el 29 de mayo de 1970, cuando un decreto aprobó su anexión definitiva a Brihuega.

## Geografía
Ubicación
Pascual Madoz en la entrada para la localidad de su Diccionario geográfico-estadístico-histórico de España y sus posesiones de Ultramar (1846-1850) menciona que está sita «en medio de un valle a la derecha del río Tajuña y a la falda de un cerro inmediato a una vega formada entre dos barrancos y llamada la vega de Tajuña».

## Demografía
| Gráfica de evolución demográfica de Archilla entre 1842 y 1960 |
| |
| Población de derecho según los censos de población del INE Población de hecho según los censos de población del INEEntre el censo de 1970 y el anterior, este municipio desaparece porque se integra en el municipio Brihuega |

Esta gráfica refleja la evolución demográfica de la unidad poblacional perteneciente al municipio de Brihuega:
| Gráfica de evolución demográfica de Archilla entre 2000 y 2013                |
|                                                                               |
| Población (2000-2013) según el nomenclátor de unidades poblacionales del INE. |